# الزياني
الزياني عائلة سنية يقطنون بشكل رئيس في البحرين والمملكة العربية السعودية والكويت. جاءت أعداد كبيرة من العائلة إلى البحرين اعتبارا من منتصف القرن 19 مع قبيلة العتوب وهم العائلة الحاكمة في البحرين آل خليفة. هناك أعداد كبيرة من عائلة الزياني في جنوب شرق المملكة العربية السعودية وأجزاء من الرياض كذلك.
من أشهر أفراد العائلة هو المدرب السعودي خليل الزياني، والسياسي البحريني الدكتور عبداللطيف الزياني أمين عام مجلس التعاون الخليجي سابقا ووزير الخارجية حاليا.

## التاريخ
عائلة الزياني من قبيلة بني عدوان. يعتقد أن اسم الزياني يستمد من قرية تسمى زيانة وهي مسقط رأس العائلة في ضواحي مكة المكرمة. من هنا جاءت تسميته الزياني. الزياينة معروفون بأنهم تجار منذ بداية القرن 20. ساعد ازدهار صيد اللؤلؤ في زيادة سمعة العائلة في البحرين. العائلة لديها وكالات متعددة للسيارات والبناء والسفر ومختلف الأعمال التجارية الأخرى.